# Palmach

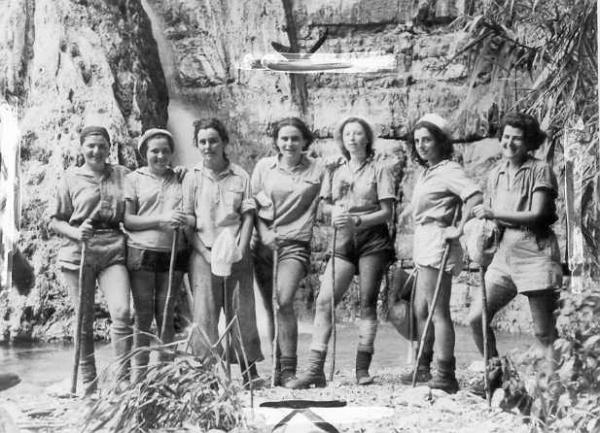
Palmach-strijdsters bij Ein Gedi (1942)

De Palmach (Hebreeuws: פלמ"ח, acroniem van Plugot Maḥatz (Hebreeuws: פלוגות מחץ), letterlijk "stoottroepen") was de elite-eenheid van de Hagana, het ondergrondse leger van de Jisjoev (Joodse gemeenschap) gedurende de periode van het Britse mandaat over Palestina. De Palmach werd op 15 mei 1941 door het opperbevel van de Hagana opgericht en wel om twee redenen:
1. om de Joodse gemeenschap in Palestina te verdedigen voor het geval de Duitse Wehrmacht zou triomferen in Noord-Afrika en zou doorstoten naar Palestina
2. om dezelfde taak op zich te nemen tegen de tijd dat de Britten zich (in mei 1948) zouden terugtrekken uit het Mandaatgebied Palestina.

Vanaf haar stichtingsdatum ontwikkelde de Palmach zich: eerst een 100 man, dan 3 pelotons, waar 3 assisterende eenheden bij kwamen (begin van een marine, van een luchtmacht en een inlichtingeneenheid). Niet lang voor het uitbreken van de Arabisch-Israëlische Oorlog van 1948 werden er 3 brigades gevormd. Met als maximumaantal manschappen zo'n 6000 man (en vrouw) sterk en uitsluitend uit Joodse vrijwilligers bestaand. Toen David Ben Gurion in 1948 het Israëlisch defensieleger oprichtte kwam er een eind aan het bestaan van de Palmach. In 1949/50 voelden veel hogere officieren van het eerste uur zich – daarom – én om bijkomende politieke redenen genoodzaakt ontslag te nemen (The General's Revolt). De ruggengraat van het oppercommando van het Israëlisch defensieleger werd echter nog lange tijd gevormd door ex-Palmach-leden.

## Geschiedenis
Palmach nam in het eerste jaar van haar bestaan samen met Britse eenheden deel aan acties in het op Vichy-Frankrijk georiënteerde Libanon en Syrië. Zij was betrokken bij sabotage-acties en spionage.

Moshe Dayan was volop betrokken bij de eerste fase van de opbouw van de Palmach met:
1. Ha-Machlaka Ha-Germanit :een "Germaanse" eenheid (met Joden die voor Duitsers konden doorgaan). Doel : bestrijden van nazi-infrastructuur in het Midden-Oosten.
2. Ha-Machlaka Ha-Aravit : een "Arabische" eenheid (Joden die oogden als en spraken en deden alsof ze Arabieren waren).[2] De oorsprong van de Mist'aravim. Doel: infiltreren van groepen Arabieren.
3. Een eerste begin van een marine.
4. Palavir: Een beginnende luchtmacht.
5. Sabotage-eenheid.

Zodra de Duitsers bij El Alamein verslagen waren en het gevaar voor een Duitse invasie van Palestina was geweken bevalen de Britten de ontmanteling van de Palmach en stopten hun subsidiëring ervan. Toen moest men ondergronds verder.
In 1942 telde de Palmach 1000 mannen en vrouwen. Uiteindelijk zouden het er zo'n 6000 manschappen worden, waarvan ongeveer 1000 vrouwen. Doorgaans werkten zij op kibboetsen, bewaakten deze (vandaar hun logo) en kregen een parttime militaire training. Deze duurde twee jaar en was zeer gedegen: bijvoorbeeld hoe een "Bren gun" te gebruiken, het man-tegen-mangevecht, de omgang met handgranaten, les over Arabieren, enzovoort. Commandant was Yitzhak Sadeh, een van de stichters van de Hagana, geboren (in 1890) en getogen in Rusland, een charismatische man met een militante uitstraling. Yigal Allon was zijn tweede man. Segev karakteriseert de "Palmachniks" als "fel patriottisch", terwijl zij "zich ook identificeerden met het Rode Leger en Jozef Stalin bewonderden.
Tijdens de Aliyah Bet hielp de Palmach ook bij het aan land brengen van duizenden illegale Joodse bootvluchtelingen. Hiervoor was in 1944 een aparte eenheid van de Palmach geformeerd: de Palyam. Deze werkte nauw samen met de Mossad Le'Aliyah Bet bij het aan land brengen van de vluchtelingen. Een voorbeeld van zo'n operatie is die met de Wingate. Deze mislukte, het kwam tot een schotenwisseling, maar de boot werd door de Britten onderschept.
Nadat op 6 november 1944 in Caïro in Egypte Lord Moyne was doodgeschoten door twee leden van Irgun werd de Palmach betrokken bij Operatie Jachtseizoen (Operation Saison) van de Hagana. Deze hielp de Britten Irgun (ook wel Etzel genaamd) te bestrijden en Lehi (ook wel Stern-gang genaamd). Tot David Ben Gurion op 1 oktober 1945 besloot dat de tijd gekomen was om de Britten te gaan bestrijden. Waarna al deze zionistische groepen gingen samenwerken in De Hebreeuwse Verzetsbeweging.
Dit was een keerpunt. Op 10 oktober van dat jaar wist Yitzhak Rabin en zijn groep 208 Joodse gevangenen uit het Britse interneringskamp Atlit te bevrijden en op 31 oktober, bij een eerste echt gezamenlijke actie, bracht men twee Britse patrouilleboten tot zinken in de haven van Haifa en een in de haven van Jaffa. Verder bracht men 153 bommen tot ontploffing onder bruggen en spoorwegen.
De Hagana had echter niet elke groep altijd even goed onder controle.Toen op 22 juli 1946 Irgun een bomaanslag gepleegd had op het King David Hotel met 91 doden als gevolg, was de woede daarover zo groot dat Ben Gurion verdere Palmach-operaties tot nader order afblies. Deze "pauze" zou een 10 maanden duren.
Toen was er een aanval op het dorpje Fajja (20 mei 1947).
Nadat de Algemene Vergadering van de Verenigde Naties op 29 november 1947 Resolutie 181 had aangenomen, braken er in Palestina onlusten uit.
De periode die nu volgde (tot aan het begin van de uitvoering van Plan Dalet, maart 1948) zou worden gekenmerkt door toenemende aanvallen door de Palmach op Palestijns-Arabische dorpen. Waren dat aanvankelijk represaille-aanvallen, steeds meer werd intimidatie het doel, gekenmerkt door het toebrengen van relatief grote schade. Dynamiteren van de huizen hoorde daar vrijwel altijd bij. Voorbeelden daarvan zijn de aanval op het gemengd islamitisch-christelijk dorpje Al-Khisas op 18 december 1947 in de vlakte van het Hula-meer (ten noorden van het meer van Galilea). Om 22 uur kwam Yigal Allon met zijn eenheid, op eigen houtje, het dorpje binnen en begon huizen op te blazen, waarbij 15 doden vielen, alvorens zich weer terug te trekken. Het Balad al Sheikhbloedbad (31 december 1947); het bloedbad bij de olieraffinaderij van Haifa; Yazur en Salama; Sa'sa in Opper-Galilea op 15 februari 1948, waarbij 10 huizen werden opgeblazen en 11 dorpelingen om kwamen; Caeasarea op 20 februari 1948; al-Husayniyya op 16 maart 1948.
In maart 1948 werd Plan Dalet geactiveerd door David Ben Gurion. Op dat moment had de Hagana 50.000 m/v onder de wapenen, waarvan ongeveer de helft getraind door het Britse leger tijdens de Tweede Wereldoorlog.
Op dat moment, vlak voor het begin van de Arabisch-Israëlische oorlog van 1948 was de Palmach uitgebreid met 3 brigades:
1. De Yiftach-brigade (gebied: Oost-Galilea; 3 bataljons; commandant Yigal Allon).
2. De Harel-brigade (Har El: berg van God = de Berg Zion; 3 bataljons; commandant Yitzhak Rabin); (Jeruzalem).
3. De Negev-brigade (Gebied: Negev-woestijn, 4 bataljons, waaronder de "Negev-beesten" (Negev-beasts)).
4. Centrale-commando-bataljon.

Tijdens de eerste operatie van Plan Dalet, Operatie Nachshon, die op 1 april begon, en die als doel had een brede corridor naar Jeruzalem / Al Quds te maken en het Joodse deel van Jeruzalem te bereiken (volgens historicus Ilan Pappé ook om dit gebied etnisch te zuiveren van Palestijnen), speelde de Harel-brigade van de Palmach een belangrijke rol. Een voor een wist men de Palestijnse dorpjes te veroveren: Al Qastal, Qalinya, Beit Surik, Biddu, Shu'fat, Beit Iksa, Beit Mahsir en Sheik Jarrah om ten slotte Jeruzalem te bereiken.
Op 9 april 1948 deed men mee met de verovering - en het bloedbad van - Deir Yassin, vlakbij Jeruzalem.
Van 4 tot 15 april vocht de Palmach bij Mishmar HaEmek en werden de Joden daar ontzet.
Tegen het einde van April begon de Operatie Yiftach. Doel daarvan was de verovering en (volgens Ilan Pappé) de etnische zuivering van Oost-Galilea met als centrum Safed.
De laatste operatie was de Altalena-affaire op 22 juni 1948. In dit geval schoten Joden op Joden, Palmachstrijders onder Yitzhak Rabin tegen Irgunstrijders, die een lading illegale wapens, aan boord van de "Altalena," aan land wilden brengen.

##### Omgekomen strijders
35 Hagana-/Palmachstrijders, Konvooi van de 35, kwamen om op weg naar Kfar Etsion. Uiteindelijk zou de Palmach 1187 omgekomen strijders te betreuren hebben.

## Een Palmachnik kijkt terug
Tikva Honig-Parnass kijkt met ongeloof terug op haar Palmach-verleden. Zij had op 18-jarige leeftijd tegen de wil van haar ouders haar studie afgebroken om eerst bij de Hagana te gaan om zich later bij deze elite-strijdgroep aan te sluiten. Zij werd er secretaris van de bevelhebber van haar eenheid, de Harel-brigade. "Dorpen om me heen werden ontvolkt". Wat gebeurde er met de bewoners? Waar gingen ze heen? Deze vragen stelden we ons nooit"."Hun lijden liet haar koud."
Als Palmachniks omschreven wij ons als een "revolutionair leger van onderdrukten". Veel van wat ik met de Palmach gedaan heb kwam me weer helder voor de geest toen ik van mijn moeder een stapel brieven kreeg die ik destijds aan mijn ouders had geschreven. Een van de eerste was gedateerd op 30 oktober 1948. Volgens haar werden "individuele mensenrechten ondergeschikt gemaakt aan de collectieve rechten van de zionistische staat". Het overleven van die staat ging boven alles. Als 89-jarige terugkijkend meent zij dat zij "als kind werd gevormd door een semi-fascistische indoctrinatie". Het "kostte haar decennia om haar geheugen te dekoloniseren".

## Palmach-museum
In Tel Aviv is het Palmach-museum gevestigd: Chaim Levanonstr. 10, Tel Aviv.